# Proshermacha villosa
Espèce
Synonymes
- Chenistonia villosa Rainbow & Pulleine, 1918

Proshermacha villosa est une espèce d'araignées mygalomorphes de la famille des Anamidae.

## Distribution
Cette espèce est endémique du South West en Australie-Occidentale,. Elle se rencontre vers Carlotta.

## Description
La carapace de la femelle holotype mesure 10,3 mm de long sur 8,4 mm et l'abdomen 10,9 mm de long sur 6 mm.

## Systématique et taxinomie
Cette espèce a été décrite sous le protonyme Chenistonia villosa par Rainbow et Pulleine en 1918. Elle est placée dans le genre Proshermacha par Harvey, Hillyer, Main, Moulds, Raven, Rix, Vink et Huey en 2018.

## Publication originale
- Rainbow & Pulleine, 1918 : Australian trap-door spiders. Records of the Australian Museum, vol. 12, p. 81-169 (texte intégral).